# The Wonderful Story (film 1922)
The Wonderful Story è un film del 1922, diretto da Graham Cutts, basato su un racconto omonimo di I. A. R. Wylie uscito nel gennaio del 1921.

## Trama
In un villaggio rurale inglese Robert Martin era un giovane forte, attivo, cosiddetto virile e un poco animalesco, anche. Questi erano i motivi principali per cui Kate Richards, appena oltrepassato il limitare di gioventù, se ne era innamorata, ricambiata.
Robert abitava insieme al fratello Jimmy, che, caratterialmente e dall'aspetto, era il suo opposto: delicato, gentile, cosiddetto sensibile, amante dei gattini e non interessato più di tanto al sesso femminile.
Il progettato matrimonio di Kate e Robert non ha luogo perché, il giorno prima delle nozze, l'uomo ha un incidente che lo costringe a letto. Quando si apprende che Robert rimarrà paralizzato per tutta la vita Kate – il cui innamoramento era basato sui "valori" detti in precedenza – non può che notare, con un minimo di introspezione, che la sua passione per Robert è totalmente svanita (non il suo rispetto per lui, beninteso).
Non passa un anno, e Kate si sposa. Ma sposa Jimmy, e va abitare col marito nel cottage che egli condivide col fratello. Robert, impotente, comprensibilmente distrutto (anche per lui le conseguenze dell'incidenze hanno comportato, evidentemente, un cambiamento decisamente negativo) e rancoroso, lancia una solenne maledizione contro i novelli sposi (e il curato che li ha uniti).
Seguono tempi di angosciosa convivenza forzata: Robert si rode, mentre Kate e Jimmy, da parte loro, sentendosi ristretti dalla presenza ossessiva di Robert, non hanno i mezzi né l'intenzione di affidarlo a una istituzione caritatevole.
Tempo dopo, una notte di tempesta, il curato viene fatto chiamare al capezzale di Kate, che pare essere in fin di vita. Giuntovi, vi incontra il dottore, che impedisce al curato di entrare nella camera dell'inferma, affermando trattarsi di un caso di competenza non tanto spirituale, quanto medica. Jimmy e il curato, fedeli – come peraltro tutti gli abitanti del paesino - all'ipotesi della maledizione, trascorrono la notte in una veglia di preghiera.
Il dottore esce tranquillo e sorridente dalla stanza di Kate e annuncia a Jimmy di essere diventato padre. Qualche giorno dopo il neonato viene deposto da Kate sul grembo di Robert, che, dopo tanto tempo, sorride, e benedice il piccolo e tutti i presenti, riportando l'armonia.

## Produzione
The Wonderful Story è stato il film che ha inaugurato la carriera cinematografica di Herbert Langley, già noto cantante d'opera (baritono); nonché la carriera di produttore cinematografico di Herbert Wilcox, che poi si sarebbe cimentato con la regia, vincendo, con il suo La grande imperatrice (Victoria the Great), il "Premio delle Nazioni per il miglior film in prima mondiale" alla 5ª Mostra internazionale d'arte cinematografica di Venezia del 1937.
Graham Cutts, per parte sua, a partire dal 1923 avrebbe avuto come aiuto-regista Alfred Hitchcock.

## Distribuzione
Il film, distribuito dalla Astra-National, è uscito nelle sale cinematografiche britanniche nel maggio del 1922.

## Accoglienza
Il budget stanziato per il film era di 1400 sterline, ma Herbert Wilcox riuscì a venderne i diritti al prezzo di 4000 sterline. Tuttavia The Wonderful Story, acclamato dai critici, si rivelò un insuccesso al botteghino.